# Най-великият шоумен
„Най-великият шоумен“ (на английски: The Greatest Showman) е американски мюзикъл драматичен филм от 2017 година на режисьора Майкъл Грейси в неговия режисьорски дебют, по сценарий на Джени Бикс и Бил Кондън, във филма участват Хю Джакман, Зак Ефрон, Мишел Уилямс, Ребека Фъргюсън, Зендeя и Кеала Сетъл. Включва девет оригинални песни от Бендж Пасек и Джъстин Пол, филмът е вдъхновен от историята на създаването на Американския музей на Барнъм на Финиъс Барнъм и животите на неговите звездни атракции.
Снимките започват в Ню Йорк Сити през ноември 2016 г. Премиерата на филма е на 8 декември 2017 г. в борда на кораба „Queen Mary 2“. Филмът е пуснат в САЩ на 20 декември 2017 г., седем месеца след като циркът „Братята Ринглим, Барнъм и Бейли“ прекрати дейността си. Филмът спечели $435 милиона по света, което го прави петият печеливш игрален мюзикъл във всички времена.

## Актьорски състав
| Актьор              | Роля                                                                    |
| ------------------- | ----------------------------------------------------------------------- |
| Хю Джакман          | Финиъс Барнъм                                                           |
| Елис Рубин          | Младият Барнъм                                                          |
| Зив Зайфман         | Младият Барнъм (вокал)                                                  |
| Зак Ефрон           | Филип Карлайл, партньор на Финиъс Барнъм                                |
| Мишел Уилямс        | Чарити Халет-Барнъм, съпруга на Финиъс Барнъм                           |
| Ребека Фъргюсън     | Джени Линд, известна шведска певица                                     |
| Лорън Алред         | Линд (вокал)                                                            |
| Зендая              | Ан Уилър, акробатка, и любовен интерес на Финиъс                        |
| Кеала Сетъл         | Лети Лъц, брадата жена                                                  |
| Яхия Абдул-Матин II | Уи Ди Уилър, акробат и брат на Ан                                       |
| Наташа Лиу Бордизо  | Денг Йан                                                                |
| Пол Спаркс          | Джеймс Гордън Бенет, основател, редактор и публицист от New York Herald |
| Сам Хъмфри          | Чарлс Стратън, джудже изпълнител                                        |
| Фредрик Лене        | Бенджамин Халет, баща на Чарити и зет на Финиъс Барнъм                  |
| Гейл Ранкин         | Кралица Виктория                                                        |
| Ерик Андерсън       | Господин О'Мали                                                         |
| Байрън Дженингс     | Господин Карлайл, баща на Филип                                         |
| Бетси Айдем         | Госпожа Карлайл, майка на Филип                                         |
| Деймиън Йънг        | Господин Уинтроп                                                        |
| Тинка Бенко         | Госпожа Уинтроп                                                         |
| Уил Суенсън         | Фило Барнъм, шивач и баща на Финиъс Барнъм                              |

## Снимачен процес
Репетициите на филма започват през октомври 2016 г. в Ню Йорк Сити и снимките започват на 22 ноември 2016 г.

## В България
В България филмът е пуснат по кината на 29 декември 2017 г. от Александра Филмс. На 4 юни 2018 г. е издаден на DVD и Blu-ray от A+Films. В същата година е излъчен първоначално по HBO. На 25 май 2020 г. е излъчен по bTV Cinema, с разписание понеделник от 21:00 ч.